# Fuschl am See

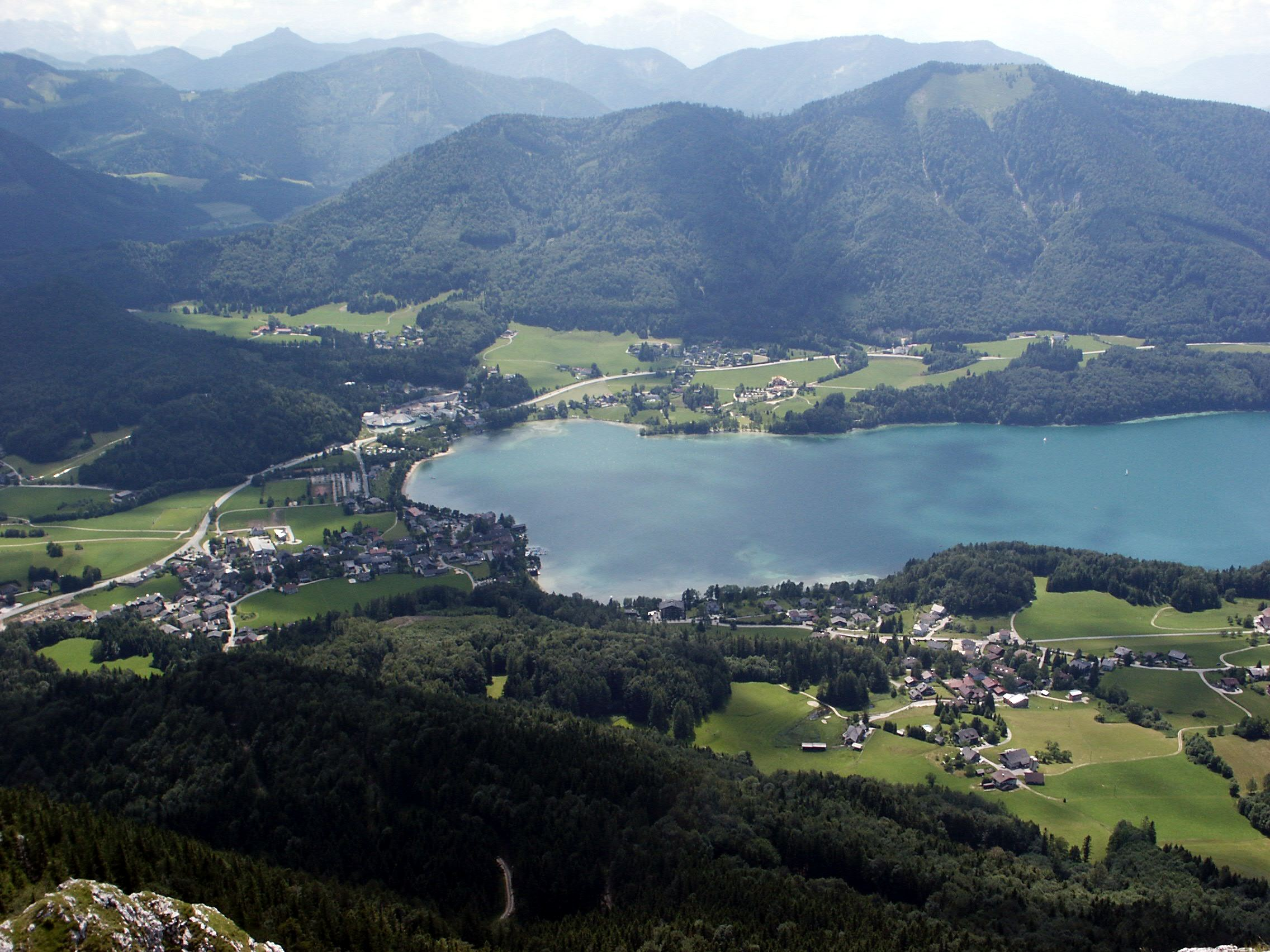
Fuschl am See

Fuschl am See is een gemeente in de Oostenrijkse deelstaat Salzburg, gelegen in het district Salzburg-Umgebung. De gemeente heeft ongeveer 1400 inwoners.

## Geografie
Fuschl am See heeft een oppervlakte van 21,4 km². De gemeente ligt in het middennoorden van Oostenrijk, dicht bij de grens met de Duitse deelstaat Beieren.

## Trivia
In dit dorp is het hoofdkantoor van Red Bull gevestigd.
Anif · Anthering · Bergheim · Berndorf bei Salzburg · Bürmoos · Dorfbeuern · Ebenau · Elixhausen · Elsbethen · Eugendorf · Faistenau · Fuschl am See · Großgmain · Göming · Grödig · Hallwang · Henndorf am Wallersee · Hintersee · Hof · Koppl · Köstendorf · Lamprechtshausen · Mattsee · Neumarkt am Wallersee · Nußdorf am Haunsberg · Oberndorf bei Salzburg · Obertrum · Plainfeld · Schleedorf · Seeham · Seekirchen am Wallersee · St. Georgen bei Salzburg · St. Gilgen · Straßwalchen · Strobl · Thalgau · Wals-Siezenheim
- Gemeinsame Normdatei: 4093431-7
- Library of Congress Control Number: no2012044123
- Virtual International Authority File: 146108712